# Мадара
Вижте пояснителната страница за други значения на Мадара.
Ма̀дара е село, разположено в Североизточна България, намира се в община Шумен, област Шумен.

## География
Село Мадара е разположено на 17 км източно от град Шумен, в подножието на историко-археологическия резерват Мадара.

## История
Първите следи от античната история на Мадара се констатират в началото на 30-те години на XX век при разкопаването на две надгробни тракийски могили на платото от Р. Попов и В. Миков. Погребалният инвентар дава информация за търговските връзки на местните траки с гръцките колонии на малоазийското крайбрежие и близкото Черноморско крайбрежие. Намерените археологически материали, свързани с бита на траките, в подножието на скалите и района на Римската вила показват, че надгробните могили на платото са на голямо тракийско поселение след IV век пр. Хр. Един от най-сигурните белези са тракийските светилища. При селото са открити останките на късноантична църква, която изглежда е разширена и използвана като светилище при Първото българско царство.
Още по времето на цар Иван Шишман, на мястото на днешното село е съществувала крепостта Мадара (Мадра, Матерн). Мадара е завладяна от турците през 1388 г. Завоевателите прогонили свещениците, разрушили църквите и опожарили манастирския комплекс. Всичко това извършили, за да унищожат християнската вяра у местното население и да наложат своята мохамеданска религия.
Според Стефан Недев през октомври 1444 г. сборната кръстоносна армия на Владислав III Ягело и Янош Хуняди достига укреплението Мадара, но установява, че то е изоставено от османския си гарнизон.
През XV-XVI век селището попада във фокуса на важни политически събития, от които много пострадало:Селото е отбелязано в картите на турските военни и в описанията на възрожденски пътешественици като сателитно турско селище. Известно е, че в края на 19 век по потока, който изтича от Голямата пещера, са били разположени няколко воденички, свързани с легенди за скрито имане и кървави истории.
Днешното село Мадара е основано от заселници от село Кюлевча след Освобождението
и по-късни преселници от Трекляно, след това от Пиринско – през 1940-те години, през 1952, а след това и преселници от Софийско.

## Население
Численост на населението според преброяванията през годините:
| \| Година на преброяване \| Численост \| \| --------------------- \| --------- \| \| 1934 \| 1545 \| \| 1946 \| 1652 \| \| 1956 \| 1548 \| \| 1965 \| 1830 \| \| 1975 \| 1806 \| \| 1985 \| 1698 \| \| 1992 \| 1519 \| \| 2001 \| 1367 \| \| 2011 \| 1158 \| \| 2021 \| 990 \| |           |
| Година на преброяване | Численост |
| 1934 | 1545      |
| 1946 | 1652      |
| 1956 | 1548      |
| 1965 | 1830      |
| 1975 | 1806      |
| 1985 | 1698      |
| 1992 | 1519      |
| 2001 | 1367      |
| 2011 | 1158      |
| 2021 | 990       |

### Етнически състав

#### Преброяване на населението през 2011 г.
Численост и дял на етническите групи според преброяването на населението през 2011 г.: 
|                     | Численост | Дял (в %) |
| Общо                | 1158      | 100,00    |
| Българи             | 1035      | 89,37     |
| Турци               | 3         | 0,25      |
| Цигани              | 98        | 8,46      |
| Други               |           |           |
| Не се самоопределят |           |           |
| Неотговорили        | 13        | 1,12      |

## Културни и природни забележителности
Културни забележителности са Мадарският конник и археологическия резерват Мадара.
Археологическият резерват Мадара е сред Стоте национални туристически обекта на БТС. Той е с лятно работно време от 8:00 до 19:00 часа и зимно работно време от 8:00 до 16:00 часа. Има печат. Ако е затворено, печатът е в хижа „Мадарски конник“.

## Религия
На 27 април 2011 година митрополит Кирил Варненски и Великопреславски, в съслужение с викарния епископ Йоан Главиницки и множество свещеници от епархията освещава първия православен храм в селото посветен на двама светци – Свети Георги и Свети Тривелий – Теоктист. Свети Георги от столетия е патронът на село Мадара (Според стари местни предания изображението на Мадарския релеф се свързва, макар и неправилно, със Свети Георги), а св. Тривелий – Теоктист е кан Тервел – владетелят, по чиято заповед, най-вероятно, е изсечен образа на конника в скалите над селото. По този начин храмът се сдобива с два празника – 6 май и 3 септември. Основите на храма са положени при протойерей Тодор Рачев – дългогодишен енорийски свещеник и жител на селото. След известен период на застой, градежът е възобновен по време на кметицата на Мадара Христина Димитрова и новия енорийски свещеник Андрей Стефанов. Малко по-късно участие в делото взема и втория свещеник Неделчо Савов. Дарител, чието име не желае да бъде оповестявано, изгражда храма. Издигнат на възлово централно място, храмът се превръща в емблема на селото.

## Редовни събития
- Гергьовден – общонароден събор на 6 май, възроден през 1996 година.

## Други
На Мадара е наречена улица в кварталите „Бъкстон“ и „Гърдова глава“ в София (Карта).